# Anopheles parvus
Anopheles parvus este o specie de țânțari din genul Anopheles, descrisă de Carlos Chagas în anul 1907. Conform Catalogue of Life specia Anopheles parvus nu are subspecii cunoscute.